# Rapear

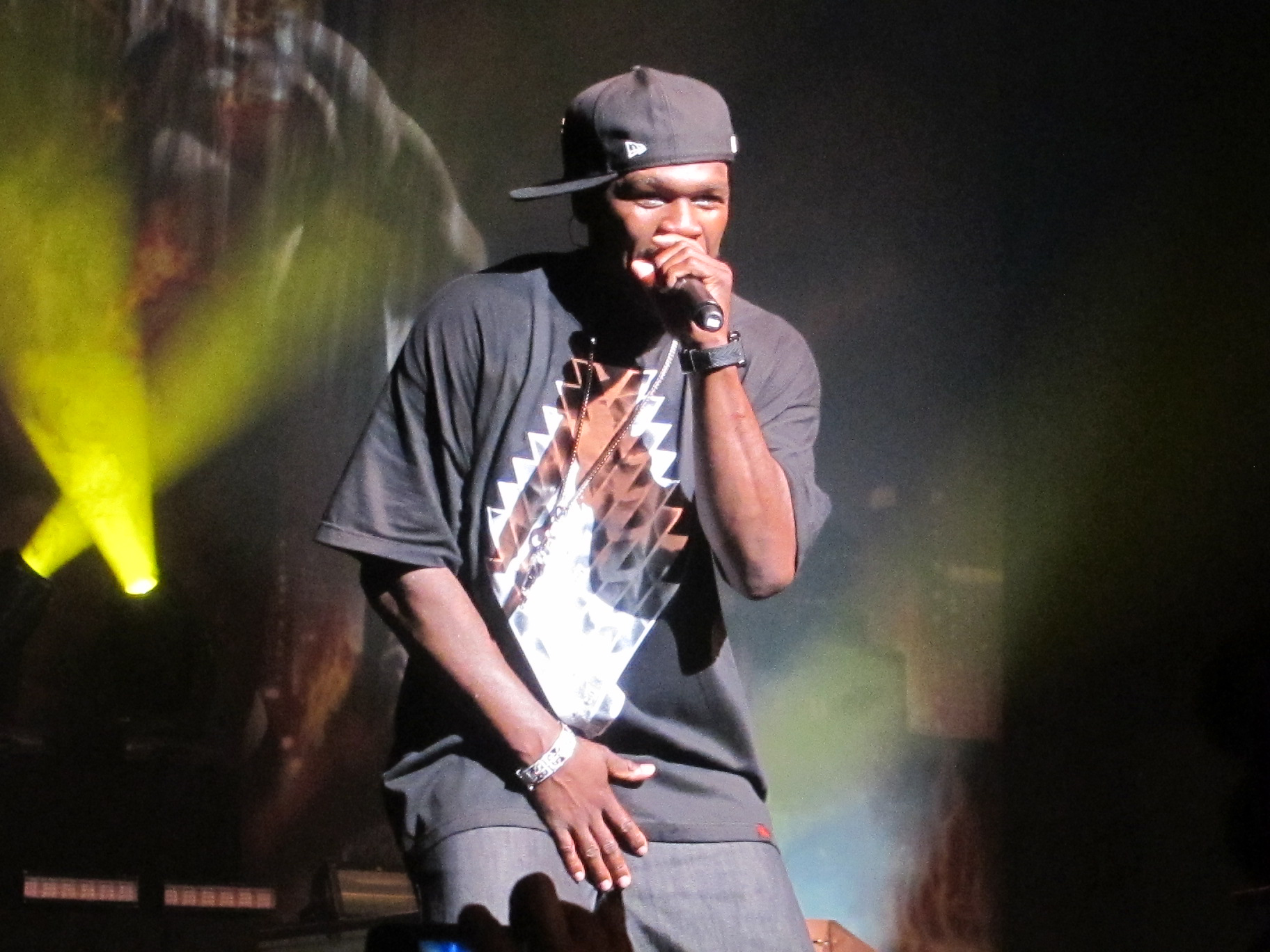
El rapero 50 Cent rapeando en Warfield Theatre, San Francisco, California, el 3 de junio de 2010.

Rapear o rapeo (en inglés: rapping) es una técnica musical de la cultura hip hop, que se ejerce en el género de música rap a través de la voz. Esta acción o recurso incorpora «rima, habla rítmica y jerga apoteósica». Las características principales de rapear, incluyen: «contenido» (lo que se dice), «flow» (ritmo, rima) y «entrega» (cadencia o tono). La técnica de rapear, generalmente se interpreta sobre una pista instrumental, aunque también puede realizarse a capella. Quienes interpretan esta acción en la música rap, se les conoce como «raperos».
Rapear es una mezcla entre el habla, la prosa, la poesía y el canto. El verbo «rap» y su gerundio «rapping», ya habían sido palabras utilizadas en el inglés británico desde el siglo XVI, y comenzaron a formar parte de la jerga afroestadounidense en la década de 1960, las cuales significaban «conversar». Tiempo después, el término se utilizó para identificar al estilo musical y al género empleado por los raperos. La acción de rapear también puede expresarse bajo el sustantivo «rapeo».
Entre los precursores de la música rap moderna se encuentran la tradición griot de África occidental, ciertos estilos vocales de blues y jazz, un juego de insultos afroamericano llamado playing the dozens (véase Battle rap y Diss), y poesía afroamericana de los años sesenta.  Procedente del movimiento cultural hip-hop, la música rap se originó en el Bronx, Nueva York, a principios de la década de 1970 y pasó a formar parte de la música popular a finales de esa década.  El rap se desarrolló a partir del papel de «maestro de ceremonias» (MC) en las fiestas de la escena, que animaba y entretenía a los invitados entre los sets de los DJ, que evolucionaron hacia actuaciones más largas.

## Etimología
El verbo inglés «rap» tiene varios significados, entre los que se incluyen «golpear, especialmente con un golpe rápido, inteligente o ligero». El diccionario inglés Shorter Oxford, señala la fecha del año 1541 como el primer uso registrado de la palabra con el significado de «pronunciar (especialmente un juramento) de forma brusca, vigorosa o repentina». Wentworth and Flexner's Dictionary of American Slang da el significado de «hablar, reconocer o saber el conocimiento de alguien», con fecha del año 1932, y un significado posterior de «conversar, especialmente de manera abierta y franca».
A fines de la década de 1960, cuando Hubert G. Brown cambió su nombre a H. Rap Brown, el término «rapear» pasó a ser un argot que se refería a una oración o discurso, como era común entre la multitud en los movimientos de protesta, sin ser asociado con un estilo musical.
El término «rapear» se usó para referirse a hablar en 1971; en el álbum Black Moses de Isaac Hayes con nombres de canciones como «Ike's Rap», «Ike's Rap II», «Ike's Rap III», etc. El músico de rap Del the Funky Homosapien, afirma de manera similar que el término se usaba para referirse a hablar de manera estilística a principios de la década de 1970: «nací en 1972 ... entonces, rapear significaba básicamente cuando intentabas transmitir algo. Tratando de convencer a alguien. Eso es rapear, es una forma de hablar».

## Raíces
El parentesco más antiguo a la técnica de rapear, se remonta a la tradición griot del oeste de África, siglos antes del comienzo de la cultura hip hop, por historiadores orales o cantantes de alabanza, catalogado como un «uso creativo del lenguaje, los estilos y estrategias retóricas». 
La persona a la que se considera como creador del estilo de «pronunciar rimas sobre música extensa» o rapear, fue a Anthony «DJ Hollywood» Holloway en Holly Springs, Georgia.
La música blues, arraigada en las canciones de trabajo y espirituales de la esclavitud e influenciada en gran medida por las tradiciones musicales de África Occidental, fue interpretada por primera vez por negros, y luego por algunos blancos, en la región del Delta del Misisipí de los Estados Unidos en la época de la Proclamación de Emancipación. El músico/historiador de blues ganador de un Grammy, Elijah Wald y otros, han argumentado que en el blues se rapeaba desde la década de 1920. Wald catalogó a la música hip hop como «el blues viviente». Una muestra de «rapeo» en blues, fue la canción de 1950 «Gotta Let You Go» de Joe Hill Louis.
En Broadway, Meredith Willson introdujo el estilo de «hablar en ritmo» en el musical The Music Man de 1959 (en 1962 se convirtió en la película Vivir de ilusión). Según Stephen Sondheim, la canción «Ya Got Trouble» de The Music Man, fue «el primer rap».
El jazz, que se desarrolló a partir del blues y otras tradiciones musicales afroamericanas y europeas, y se originó a principios del siglo XX, también ha influido en el hip hop y se ha citado como uno de sus precursores. Según John Sobol, el músico y poeta de jazz que escribió «Digitopia Blues», dijo: «el rap tiene un parecido sorprendente con la evolución del jazz, tanto estilística como formalmente».

## Flow
La palabra inglesa flow, se utiliza para referirse a los ritmos creados por palabras y sílabas por encima del beat. El flow, es la forma que tiene cada MC para adaptarse al beat, así como la interacción del esquema o patrón de rimas con el ritmo de fondo. Muchas veces, el flow determina la soltura o nerviosismo que puede tener el MC durante el rapeo, y también se puede referir a la velocidad de las rimas o la fluidez de la improvisación musical o canción.
Seguir el ritmo es fundamental para la fluidez del rap - muchos MCs señalan la importancia de mantenerse en el ritmo en Cómo rapear, entre ellos Sean Price, Mighty Casey, Zion I, Vinnie Paz, Fredro Starr, Del the Funky Homosapien, Tech N9ne, People Under the Stairs, Twista, B-Real, Mr Lif, 2Mex, y Cage. 
Los MCs mantienen el compás acentuando las sílabas al compás de los cuatro tiempos del fondo musical. El estudioso de la poesía Derek Attridge describe cómo funciona esto en su libro Poetic Rhythm - «las letras de rap están escritas para ser interpretadas con un acompañamiento que enfatiza la estructura métrica del Versículo». Dice que las letras de rap se componen de, «líneas con cuatro tiempos acentuados, separados por otras sílabas que pueden variar en número y pueden incluir otras sílabas acentuadas. El tiempo fuerte del acompañamiento coincide con los tiempos acentuados del Versículo, y el rapero organiza los ritmos de las sílabas intermedias para proporcionar variedad y sorpresa«.
La misma técnica se observa también en el libro How to Rap, donde se utilizan diagramas para mostrar cómo la letra se alinea con el ritmo - «acentuar una sílaba en cada uno de los cuatro tiempos da a la letra el mismo pulso rítmico subyacente que la música y la mantiene en ritmo . ... otras sílabas de la canción pueden acentuarse, pero las que coinciden con los cuatro tiempos de un compás son las únicas que deben acentuarse para que la letra siga el ritmo de la música"..
En la terminología del rap, 16 compases es la cantidad de tiempo que se suele dar a los raperos para interpretar un guest Versículo en la canción de otro artista; un compás suele equivaler a cuatro tiempos de música. 

## Antecedentes en disco, previos al hip hop (destacados)
- "Minnie The Moocher (Hi-De-Ho)" por Cab Calloway (1934).
- "Caldonia" por Louis Jordan (1947).
- "Big Bad John" por Jimmy Dean (1962).
- "Subterranean Homesick Blues" por Bob Dylan (1965).
- "The Clapping Song" por Shirley Ellis (1966).
- "Sgt.Pepper's Lonley Hearts Club Band (Reprise)" por The Beatles (1967).
- "I Am The Warlus" por The Beatles (1967).
- "Say it Loud I'm black and I'm proud" por James Brown (1968).
- "Here comes the Judge" por Pigmeat Markham (1969).
- "I don't want nobody doing nothin" por James Brown (1969).
- "The Mean Machine" por The Last Poets (1970).
- "The Revolution Will not be Televised" por Gil Scott Heron (1971).
- "I'm Going Back To Indiana" por The Jackson 5 (1971).
- "Ike's Rap" por Isaac Hayes (1972).
- "King Heroin" por James Brown (1972).
- "Every Brother Ain't a Brother" por Gary Byrd (1973).
- "What care about you?" por Real Co. Artist (1973).
- "I'm The Slime" y "Dy-na-moe Hum" por Frank Zappa (1973).
- "The Rap" por Millie Jackson (1974).
- "Sport" por Lightin Rod - Jalal Nuriddin with Kool & The Gang- (1974).
- "Signifying Monkey" por Rudy Ray Moore (1975).
- "Let's Take It To The Stage" por Funkadelic (1975).
- "I Am the Greatest" por Mohammed Ali (1976).
- "Delights of the Garden" por The Last Poets y Bernard Purdie (1977).
- "Undisco Kid" por Funkadelic (1977).
- "Enterprise" por el Cast de producción de Broadway "The Runaways" (1978).
- "Mr.Wiggles" por Parliament (1979).
- "Rapture" por Blondie (1981).
- Almazán E. (2019).[28]